# Lél

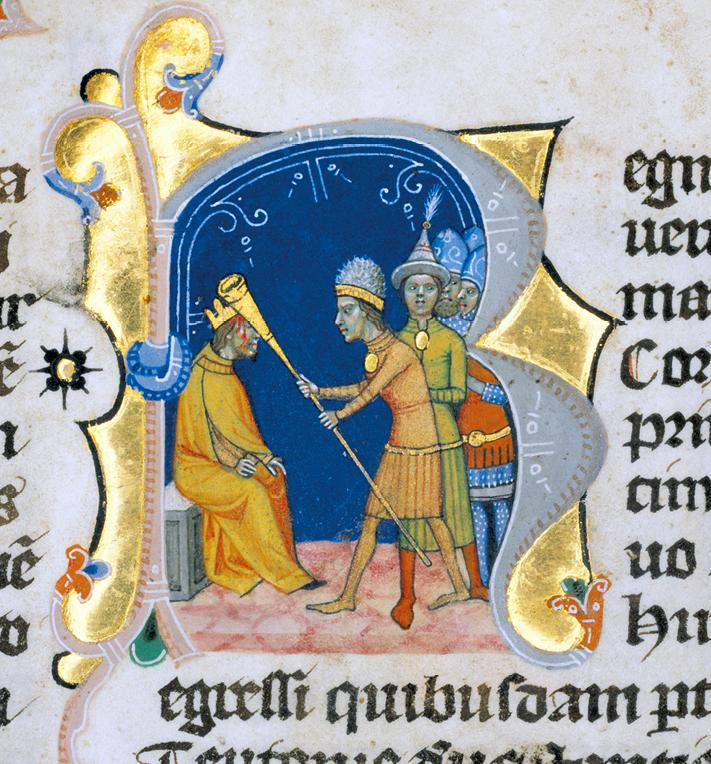
Lél matant el seu captor. Miniatura de la Crònica Il·lustrada Hongaresa.

Lél († 955) fou un dels caps tribals dels hongaresos del segle x, probablement sota les ordres del príncep Taksony d'Hongria.

## Biografia
La tradició hongaresa estableix que és fill del cap tribal hongarès Tas, i que després de la seva mort, heretà el 920 les seves propietats a la regió de Nitra, al nord-est d'Hongria (actualment Eslovàquia).
El cap Lél fou àmpliament conegut per la seva valentia i per les seves habilitats de guerrer, essent un dels comandants de l'exèrcit juntament amb Bulcsú, i destacant a la batalla de Lechfeld el 955 contra els exèrcits germànics. Tanmateix, després d'acabar la batalla, els hongaresos foren derrotats i segons la tradició hongaresa, Lél fou portat davant d'un dels nobles que comandaven les forces germàniques. Com a últim desig abans de ser executat, Lél demanà que li permetessin bufar pel seu corn de batalla, i quan el tingué a les mans, va colpejar mortalment el noble al cap, que va morir a l'instant. La identitat d'aquest noble és incerta, però molts asseguren que era el duc Conrad el Roig, que va morir en aquella mateixa batalla, tanmateix, el cronista medieval Widukind afirma que va morir per una sageta llançada pels hongaresos.
Lél fou amb tot executat i les incursions dels hongaresos començaren a reduir-se a poc a poc després d'aquesta derrota. La teoria establerta és que aquesta llegenda es pogué haver construït per apaivagar els sentiments dels hongaresos després de la derrota.

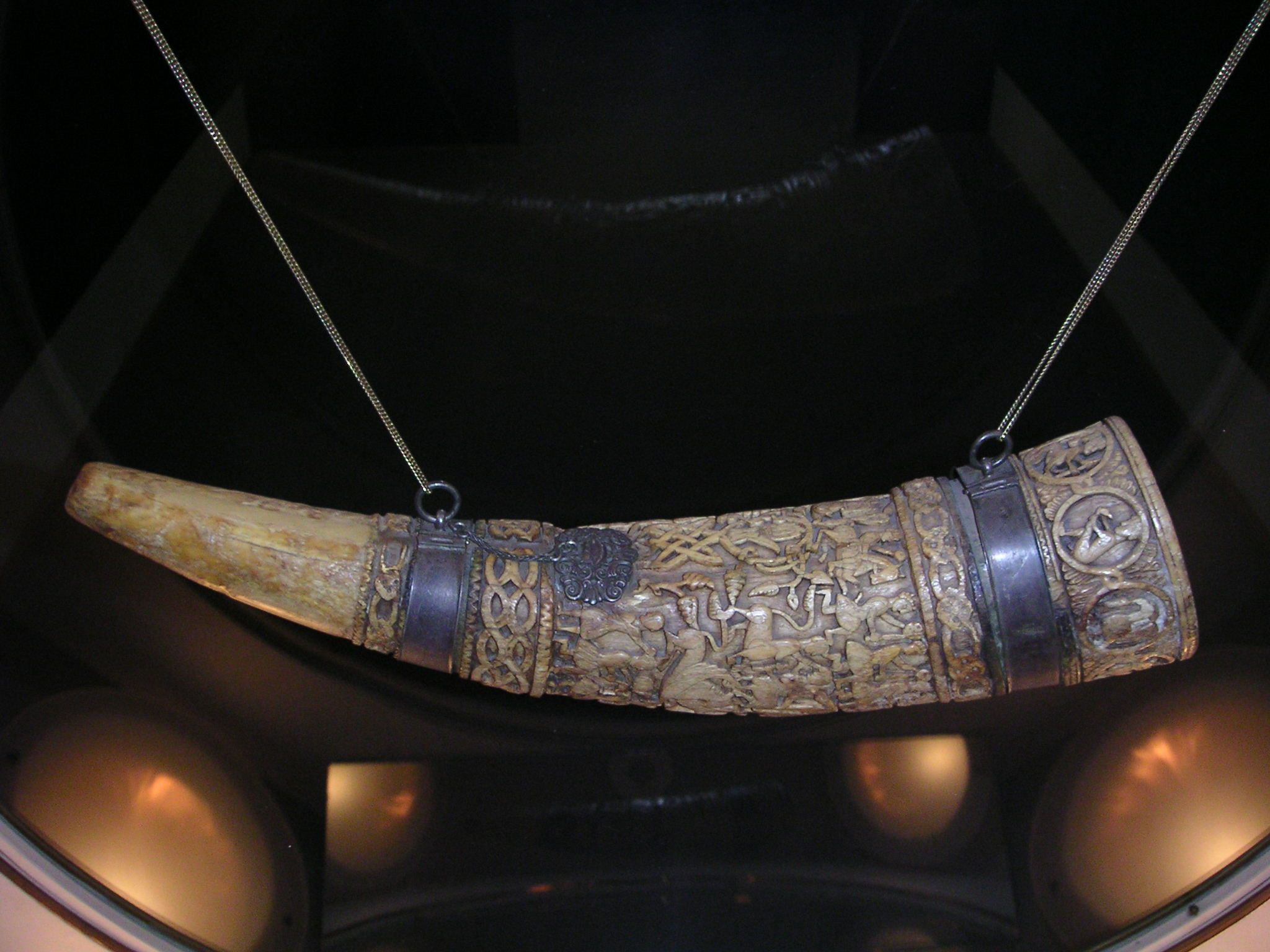
El corn de Lél al museu de Jászberény, Hongria.